# Scopula alma
Scopula alma là một loài bướm đêm trong họ Geometridae.